# Robert Bator
Robert Bator (ur. 26 września 1963 w Radomiu) – szwedzki szachista pochodzenia polskiego, mistrz międzynarodowy od 1987 roku.

## Kariera szachowa
W 1981 r. zdobył w Olecku tytuł mistrza Polski juniorów do 20 lat, dzięki czemu w następnym roku reprezentował Polskę na rozegranych w Kopenhadze mistrzostwach świata w tej samej kategorii wiekowej. W 1983 r. zdobył w Sundsvall tytuł mistrza Szwecji juniorów, a na przełomie 1983 i 1984 r. wystąpił w Groningen na mistrzostwach Europy juniorów do 20 lat, dzieląc VI-VIII miejsce. W 1986 i 1987 r. dwukrotnie wystąpił w finałach indywidualnych mistrzostw Szwecji, zajmując VIII i XIII miejsce, poza tym w 1986 r. zwyciężył w otwartych mistrzostwach kraju, rozegranych w Motali. W 1992 r. podzielił I m. w kołowym turnieju w Gistrup oraz w otwartym turnieju w Sztokholmie (wspólnie z Pią Cramling, Tomem Wedbergiem i Larsem Karlssonem), w 1993 r. w Sztokholmie samodzielnie zwyciężył, a w 1998 r. w tym mieście podzielił II m. (za Nickiem de Firmianem, wspólnie z Jewgienijem Agrestem i Mihhailem Rõtšagovem). Kolejny sukces odniósł w 2008 r., zajmując II m. (za Władimirem Polejem) w Saint-Lô.
Najwyższy ranking w karierze osiągnął 1 lipca 1996 r., z wynikiem 2445 punktów dzielił wówczas 11. miejsce wśród szwedzkich szachistów.